# Flatwoods (Wirginia Zachodnia)
Flatwoods – miasto w Stanach Zjednoczonych, w stanie Wirginia Zachodnia, w hrabstwie Braxton.